# Missionskreuz

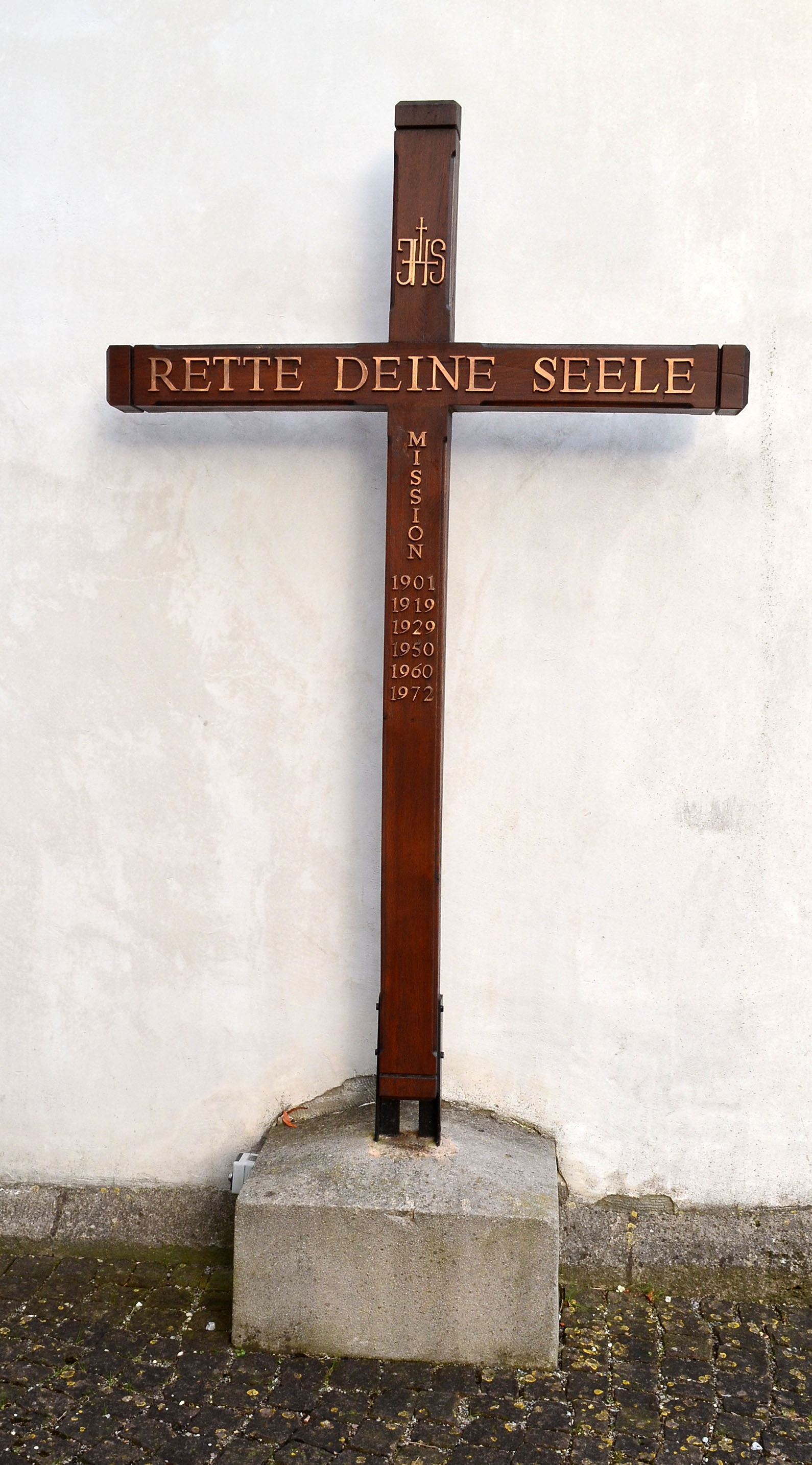
Missionskreuz in Brilon-Madfeld

Ein Missionskreuz erinnert an die Volksmissionen, die in einer Pfarrgemeinde stattgefunden haben. Auf den Kreuzen sind oft die Jahreszahlen der durchgeführten Volksmissionswochen angebracht, eine häufige Aufschrift ist „Rette deine Seele!“ Die Kreuze stehen jeweils an der Pfarrkirche oder auch im Dorf oder in der Feldflur.
Verstärkt seit der Zeit der Gegenreformation zogen kleine Gruppen von zwei oder drei Patres des Jesuitenordens und anderer Ordensgemeinschaften von Pfarre zu Pfarre. Sie blieben oft mehrere Wochen zur „Volksmission“ mit dem Ziel der „Erneuerung und Bekehrung des christlichen Volkes“, wie es zum Beispiel  die Statuten des Bistums Aachen von 1954 ausdrücken. Die Patres wirken durch zahlreiche Veranstaltungen, Messen, Predigten – früher getrennt für Frauen und Männer, Ledige, Jugendliche, Kinder –, Anbetungsstunden, Beichtgespräche, Hausbesuche und andere Tätigkeiten.

## Liste von Missionskreuzen
- Missionskreuz Beningsfeld, Refrath
- Missionskreuz Eilendorf, Aachen (Eilendorf)
- Missionskreuz Giesenkirchen, Mönchengladbach
- Missionskreuz Rasseln, Mönchengladbach
- Missionskreuz Bötzlöh, Viersen
- Missionskreuz Heimer, Viersen
- Missionskreuz Ummer, Viersen
- Missionskreuz (Lauterbourg), Elsass
- Missionskreuz Nörvenich

## Quelle
- Karl Heinz Türk: Das Missionskreuz an der Nörvenicher Pfarrkirche, herausgegeben von der Gemeinde Nörvenich 2007.